# Piragüisme als Jocs Olímpics d'estiu de 2024 - KX-1 Masculí
La prova de KX-1 masculina de Piragüisme eslàlom als Jocs Olímpics de París 2024 farà el seu debut en unes Olimpíades. La prova es disputarà entre el 3 i el 5 d'agost del 2024 a l'Estadi nàutic olímpic de l'Illa de França, situat al municipi francès de Vaires-sur-Marne.

## Format
La modalitat de caiac cross és diferent a la resta d'esdeveniments d'eslàlom. En aquesta disciplina competeixen 4 piragüistes a la vegada per aconseguir arribar primer a la meta. L'inici és un salt d'uns 2 metres d'alçada i també existeixen portes. El contacte entre les embarcacions està permès, amb alguna excepció. La prova començarà amb una contrarellotge per saber els enquadraments eliminatoris. I a partir d'aquí els dos piragüistes que quedin primers passaran a la següent ronda fins a arribar a la final on es decidiran les 3 medalles.

## Classificació
Tots els atletes que es classifiquin per la prova de caiac tindran accés directe a la competició. I a més hi haurà 3 places extres que es donaran en un torneig de classificació.